# Destruction Derby (serie)
Destruction Derby es una serie  de videojuegos de combate vehicular y carreras. Estuvieron siendo desarrollados por un número de compañías, incluyendo Reflections Interactive, Looking Glass Studios y Studio 33.
El primer juego en la serie fue Destruction Derby, que fue lanzado en 1995.

## Juegos

### Destruction Derby
Destruction Derby es un videojuego de 1995 desarrollado por Reflections Interactive, que más tarde desarrollaría la exitosa serie Driver. Fue lanzado para PlayStation, Sega Saturn, y MS-DOS (PC). Basado alrededor de los derby de demolición, el juego involucra destruir otros autos por puntos, o conducir un simple stock car de carrera alrededor de una de cinco pistas. Aunque simplista en su fin, el juego logró popularidad y fue uno de los primeros juegos en lograr ventas platinum en la consola PlayStation. El juego fue dado un cambio nombre justo dos meses antes a su lanzamiento en octubre de 1995; fue originalmente llamado Demolish 'em Derby 

### Destruction Derby 2
Destruction Derby 2 fue lanzado en 1996 para la PlayStation y Windows, desarrollado por Reflections Interactive. Una versión para la Sega Saturn fue también planeada y desarrollada, pero nunca lanzada.
En Destruction Derby 2 el jugador debe correr en siete diferentes circuitos, en un rango de modos, similar a su predecesor. Los cambios clave introducidos en esta secuela fueron una extensa variedad de pistas, y la abilidad de autos en voltear arriba y saltar.  El Comentador Paul Page actuando como el anunciante, aclamando pequeñas frases durante momentos de impacto, tal como; "Yeah!!" y "Go easy on the paintwork!".
Destruction Derby 2 fue añadido al PlayStation Platinum range (PAL) y Greatest Hits (Norteamérica) en 1997. Originalmente el juego fue lanzado en un CD doble cover (incluso aunque el juego fue solo en un CD), porque la versión de rango platinum fue lanzada en un ordinario cover de PlayStation.

### Destruction Derby 64
Una versión de Nintendo 64 fue  lanzada en 1999 titulada Destruction Derby 64. Es gráficamente y técnicamente superior a su contraparte de PlayStation, con más autos, claro y más detalles gráficos, y gráficos  de daño de choque expandido, incluyendo los capó y maletero de autos volando fuera en duras colisiones. Los autos que el jugador inicia fuera con esta bastante básico genérico sala pintada para correr y golpear.  Como el juego progresa hasta los campeonatos, el jugador es premiado de bonus de vehículos, así como un Hot rod negro con flamas y un Ford Mustang GT azul híbrido llamado el "Blue Demon".

### Destruction Derby Raw
Destruction Derby Raw es un juego para la PlayStation y es la tercera entrega de la serie. Fue desarrollado por Studio 33 y fue el primero lanzado en 2000.

### Destruction Derby Arenas
Destruction Derby Arenas es un videojuego para la PlayStation 2. Fue desarrollado por Studio 33 y fue lanzado en 2004.
El juego es notable por ser uno de los primeros juegos de PS2 que permitía jugar en línea. Mientras fue el primer título de la serie Destruction Derby lanzado para la PS2, el juego fue conocido con generalmente baja recepción en comparación a sus predecesores, debido a su desviación lejos de realismo y confianza en un tono más caricaturista.
Debido a pobres ventas, fue el último juego de la serie Destruction Derby, pero el género de choques de autos nunca menos survivido con los semejantes de FlatOut, que rebatible siendo el sucesor espiritual de Destruction Derby.